# Altitude FC
Altitude Football Club – belizeński klub piłkarski z siedzibą we wsi Mango Creek, w dystrykcie Stann Creek. Występuje w rozgrywkach Premier League of Belize. Domowe mecze rozgrywa w sąsiadującej wsi Independence, na obiekcie Michael Ashcroft Stadium.
Klub posiada również sekcję piłki nożnej kobiet o nazwie Altitude Chicks.

## Historia
Klub powstał w 2013 roku i przez pierwsze lata swojej działalności występował w turniejach regionalnych. Właścicielem klubu jest Jordan Zabaneh. W 2018 roku Altitude dołączył do rozgrywek ligi belizeńskiej Premier League of Belize dzięki wydzierżawieniu na rok licencji zespołu Placencia Assassins FC. Zmienił wówczas nazwę na Altitude Assassins FC. Po upływie roku klub uzyskał własną licencję na grę w Premier League i powrócił do nazwy Altitude FC.

## Aktualny skład
Stan na 20 października 2020.
| Nr | Poz. | Piłkarz          |
| -- | ---- | ---------------- |
| 1  | BR   | Devin Nunez      |
| 3  | OB   | Elroy Coe        |
| 4  | OB   | Aldin Forman     |
| 5  | OB   | Allan Barillas   |
| 6  | OB   | Matías Llobet    |
| 7  | PO   | Rene Leslie      |
| 8  | NA   | Jardehl Muschamp |
| 9  | NA   | Miguel García    |
| 10 | NA   | Andrés Orozco    |
| 11 | PO   | Luis Torres      |
| 12 | OB   | James Mejia      |
| 13 | OB   | Jose Urbina      |

| Nr | Poz. | Piłkarz          |
| -- | ---- | ---------------- |
| 14 | BR   | Julián Ortiz     |
| 16 | OB   | Ashley Torres    |
| 17 | PO   | Kyle Lozano      |
| 18 | PO   | Gabriel Ramos    |
| 19 | PO   | Jeffton Apolonio |
| 20 | PO   | Ronaldo Vergara  |
| 22 | BR   | Devin Longsworth |
| 24 | OB   | Joel Cabral      |
| 25 | PO   | Jesse August     |
| 27 | PO   | Elmore Godoy     |
| 29 | NA   | Jonard Castillo  |

## Trenerzy
- Wilmer Garcia (2019)[6]
- Renan Couoh (2019)[7]
- Hilberto Muschamp (od 2020)[8]